# All God's Children Need Traveling Shoes
All God's Children Need Traveling Shoes, publicado en 1986, es el quinto libro de la escritora y poeta afroamericana Maya Angelou. El título del libro proviene de un espiritual negro. La historia se sitúa entre los años 1962 y 1965. Comienza donde la autobiografía pasada (The Heart of a Woman) termina, después del accidente de coche de Guy, y recuenta los años de Angelou en Acra, Ghana. El libro termina con el regreso de Angelou a Estados Unidos.
Como había comenzado a hacer en su primera autobiografía, I Know Why the Caged Bird Sings, Angelou mantiene la larga tradición de la autobiografía americana. Al mismo tiempo, hace un intento deliberado de cambiar la estructura general de la autobiografía al criticar, cambiar y expandir el género. Angelou ya había madurado para el momento en que escribió Traveling Shoes, al punto en el que pudo jugar con la forma y la estructura de la obra. Como en sus libros anteriores, consiste en una serie de anécdotas conectadas por el tema; describe la lucha de ser madre de un hijo adulto y su lugar en su nuevo hogar.
Angelou examina muchos de los temas en sus autobiografías pasadas. Aunque la maternidad es un tema importante en el libro, no abruma el texto como lo solía hacer en sus obras anteriores. Al final del libro, Angelou concluye la historia madre/hijo al dejar a su hijo en Ghana y regresar a Estados Unidos. Según la académica Mary Jane Lupton, “la exploración de sus identidades afroamericanas” es un tema importante en Traveling Shoes. Para el final del libro, Angelou está de acuerdo con lo que la académica Dolly McPherson llama su “doble-conciencia”, que son conexiones paralelas entre la parte africana y la parte americana de su historia y su personaje. El racismo continúa siendo un tema importante en este libro. Angelou continúa con la tradición afroamericana de la narrativa esclavista. En este caso, se enfoca en “tratar de llegar a casa” o de ser asimilada en la cultura africana, lo cual se le hace difícil de lograr.
All God's Children Need Traveling Shoes recibió críticas mezcladas, pero la mayoría fueron positivas.

## Antecedentes
All God's Children Need Traveling Shoes, publicado en 1986, es la quinta autobiografía de la serie de 7 autobiografías de Maya Angelou. El éxito de sus autobiografías anteriores y de sus cuatro volúmenes de poesía le dieron mucha fama para 1986. And Still I Rise, publicado en 1978, refuerza el éxito de Angelou como escritora. Su primer volumen de poesía ,Just Give Me a Cool Drink of Water 'fore I Diiie (1971) fue nominado para un Premio Pulitzer.
Como el escritor Hilton Als ha afirmado, Angelou fue una de las primeras escritoras afroamericanas en públicamente discutir su vida personal y en mostrarse como personaje principal de sus libros, algo que continúa haciendo en Traveling Shoes. La escritora Julian Mayfield, quién describe I Know Why the Caged Bird Sings como "una obra de arte que elude la descripción", comenta que las obras de Angelou marcan un precedente no solo para las escritoras afroamericanas, sino también para el género de la autobiografía en sí.
Als nombra a Angelou una de "las pioneras en exponerse a sí misma", dispuestas a enfocarse honestamente en los aspectos más negativos de su personalidad y de sus decisiones. Por ejemplo, mientras Angelou escribía su segunda autobiografía, Gather Together in My Name, estaba preocupada de cómo iban a reaccionar sus lectores cuando revelara que fue una prostituta. Su esposo Pau Du Feu la incentivó a publicar su libro diciéndole "di la verdad como escritora" y "sé honesta al respecto". A pesar de esto, Angelou ha sido altamente reconocida y respetada como vocera de los afroamericanos y de las mujeres. La hizo, como la académica Joanne Braxton afirma, "sin duda alguna la autobiógrafa afroamericana más conocida".
Según McPherson, Traveling Shoes es “una mezcla de las recolecciones personales de Maya y de lo documentado históricamente en la época que se sitúa”. En esta época fue la primera vez que muchos afroamericanos fueron capaces de ver a África de manera positiva. Esto se debió a la independencia de Ghana y otros países africanos, y al surgimiento de muchos líderes africanos como Kwame Nkrumah. En esta época, Ghana fue el “centro de renacimiento cultural africano” y del panafricanismo.

## Título
Según Angelou, el título de Traveling Shoes proviene de un espiritual. El académico afroamericano Lyman B. Hagen reporta que el título proviene del espiritual "All God's Chillun Got Wings”, una “referencia inteligente de Angelou” a la búsqueda continua de un hogar sabiendo cuál es su “hogar definitivo”. El título demuestra el amor de Angelou por los espirituales afroamericanos y un profundo sentido de religión que aparece en todas sus autobiografías. La crítica Mary Jane Lupton encuentra la recurrencia de la palabra “viajando” significante, ya que enfatiza el tema del viaje (uno de los más importantes en el libro). Como en las autobiografías anteriores, el título contribuye a la trama y al impacto temático.

## Resumen
All God's Children Need Traveling Shoes comienza como The Heart of a Woman termina: con la descripción del accidente de coche de Guy. Después de pasar dos años en el Cairo, llegan a Acra para que Guy empiece sus estudios en la Universitdad de Ghana. El accidente ocurre tres días después de su llegada a Ghana. Después de la larga recuperación de Guy, deciden permanecer en Ghana. Angelou se queda cuatro años más, de 1962 hasta 1965. Angelou describe la recuperación de Guy incluyendo su profunda depresión. Ella es confrontada por su amiga Julian Mayfield quien le introduce a la escritora y actora Efua Sutherland, directora del Teatro Nacional de Ghana. Sutherland se convierte en una muy buena amiga de Angelou y le permite llorar su dolor y amargura.
 Angelou consigue trabajo en la Universitdad de Ghana y se “enamora” del país y de su gente quienes le recuerdan a los afroamericanos que conocía en Arkansas y California. Como madre de un adulto, ella siente nuevas libertades, respeta las decisiones de Guy y conscientemente deja de hacer a su hijo el centro de su vida. Ella crea nuevas amistades con sus compañeros de cuarto y con africanos nativos. Se une a un grupo de inmigrantes estadounidenses a los que ella llama los “Retornados Revolucionaros”. En este grupo conoce a Mayfield y a su esposa Ana Livia quién comparte sus luchas.
Angelou fortalece su lazo con África mientras viaja a través de los pueblos al este de Ghana y durante sus relaciones con varios africanos. Ella describe algunos prospectos románticos, uno de los cuales le propone que acepte las costumbres del oeste de África y que sea su segunda esposa. Angelou también empieza a apoyar al presidente de Ghana Kwame Nkrumah y se hace muy amiga del jefe de una tribu llamado Nana Nketsia y del poeta Kwesi Brew. Durante sus viajes por el oeste de África, una mujer la identifica como miembro de la tribu Bambara por su apariencia y comportamiento. Esto le ayuda a Angelou a descubrir la similitudes entre sus tradiciones americanas y las tradiciones de sus ancestros africanos.
Aunque Angelou se desilusiona con las estrategias no violentas de Martin Luther King, Jr., ella y sus amigos conmemoran su marcha de 1963 en Washington organizando una demostración paralela en Ghana. La demostración se convierte en un tributo al afroamericano W.E.B. Du Bois, quién había muerto la noche anterior. Unas páginas después, Angelou se alía con Malcolm X, quien visita Ghana en 1963 para pedir el apoyo de los líderes mundiales africanos. Él alienta a Angelou a regresar a Estados Unidos para ayudarlo a coordinar sus esfuerzos, como lo debió haber hecho con King en The Heart of a Woman.
Angelou y sus compañeros de cuarto contratan a un niño del pueblo llamado Kojo para hacer sus quehaceres. Él le recuerda a su hermano Bailey y sirve como un sustituto de su hijo Guy. Ella acepta un rol maternal con Kojo ayudándolo con su trabajo de la escuela entre otras cosas. Traveling Shoes, como todas las autobiografías de Angelou, está llena de conflictos con Guy, especialmente alrededor de su independencia, de su separación y de sus decisiones. Cuando ella se entera de que está saliendo con una mujer mayor que ella, reacciona con enojo y amenaza con pegarle. Sin embargo, él la llama su “pequeña madre, e insiste con su autonomía.
La narrativa africana en in Traveling Shoes es interrumpida por un “viaje dentro de un viaje” cuando Angelou decide unirse a una compañía de teatro en el resurgimiento de The Blacks, una obra de escritor francés Jean Genet. Como lo había hecho en Nueva York, y descrito en su autobiografía anterior The Heart of a Woman, hace el rol de la Reina Blanca y hace una gira por Berlín y Venecia con la compañía. Estando en Berlín, acepta desayunar con una familia alemana rica pero racista.
El libro termina con la decisión de Angelou de regresar a Estados Unidos. En el aeropuerto, un grupo de amigos y asociados, incluyendo Guy, están presentes para desearle un buen viaje. Ella conecta metafóricamente su partida del continente africano con la esclavitud forzada de sus ancestros y con la separación de Guy.

## Género
Todas las autobiografías de Angelou siguen la tradición de las autobiografías afroamericanas. Empezando con I Know Why the Caged Bird Sings, Angelou intenta deliberadamente cambiar la estructura de la autobiografía al criticar, cambiar y expandir el género. El uso de Angelou de las técnicas de ficción como el diálogo, la personificación y el desarrollo temático, ha llevado a varios críticos a categorizar sus libros como autobiografías ficticias. En 1989 Angelou comentó en una entrevista que ella era la única autora "seria" en utilizar el género como medio de expresión y no solo reporta su propia historia sino la historia de un colectivo. El académico Sewlyn R. Cudjoe escribe que Angelou es la representante de la autobiografía afroamericana y es quién habla por la gran mayoría de la comunidad afroamericana. Como Angelou lo había hecho en sus autobiografías previas, utiliza elementos de la narrativa esclavista; incluyendo, como Lupton lo pone “el viaje y la búsqueda de la libertad y empatía por los horrores sufridos por los esclavos”.
Todas las autobiografías de Angelou respetan la estructura general: Están escritas por un solo autor, son cronológicas y contienen elementos de técnica y tema. En 1983, en una entrevista con la crítica Claudia Tate, Angelou categoriza sus libros como autobiografías y admite que hay ciertos aspectos ficticios en sus libros con una tendencia a “divergir de la noción convencional de la autobiografía como la verdad”. Angelou admite que sigue la tradición de la narrativa esclavista al "hablar en primera persona singular sobre la primera persona plural, cada vez que se lee "yo" significa "nosotros"" McPherson comenta que Angelou es una experta en este tipo de autobiografías, especialmente la “confrontación del ser afroamericano con la sociedad que amena con destruirlo”, pero parte de esto en Traveling Shoes al llevar la acción a África. Lupton refiriéndose al tema del viaje en el libro, insiste que el punto de vista de la narrativa es “nuevamente sostenida a través de la primera persona del autobiógrafo en movimiento”.
Angelou reconoce que hay ciertos aspectos ficticios en sus libros, sin embargo, en un menor grado en Traveling Shoes que en el resto de sus autobiografías. Su enfoque es paralelo a las convenciones de muchos autobiógrafos afroamericanos durante el periodo de abolición cuando la verdad era censurada para la protección de uno mismo. Hageb insiste que Angelou ha creado una interpretación única de la forma de la autobiografía. Cuando el periodista George Plimpton le preguntó si distorsionaba la verdad para mejorar sus historias, ella lo admitió. Aunque Angelou nunca ha admitido haber cambiado los hechos de sus historias, ha metido un poco de ficción a los hechos para mejorar el interés de sus lectores. Robert Loomis, el editor de Angelou, está de afirma que ella podría reescribir cualquiera de sus libros cambiando el orden de los hechos para cambiar el impacto que tienen los libros en los lectores.

## Estilo
Por primera y única vez en las autobiografías de Angelou, se repite el mismo evento en detalle – el accidente de coche de su hijo – al final de su cuarta autobiografía The Heart of a Woman y al principio de este libro. Esta técnica centraliza y conecta los libros en la serie. Además de esto, cada volumen finaliza con una “escena de suspenso” que crea un vínculo fuerte y emocional entre las dos autobiografías. Angelou ha dicho que usa esta técnica para que cada libro se asiente en sí mismo y para establecer el panorama en Traveling Shoes — “quién era ella y qué estaba haciendo en África”.
.

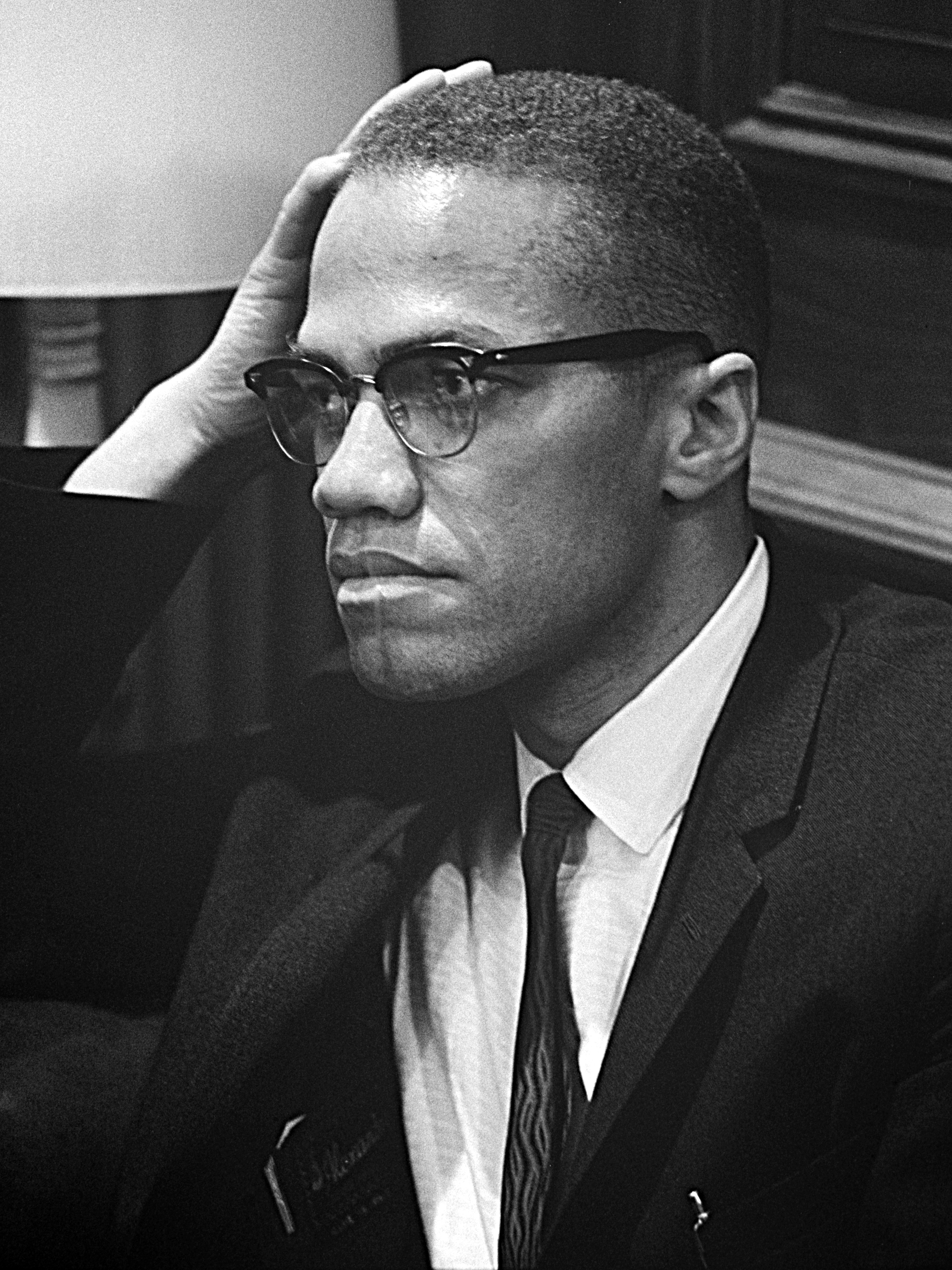
Según Angelou, aunque ya se concían, ella y Malcolm X (pictured) se convirtieron en amigos en Ghana.

En Traveling Shoes, Angelou ha madurado como escritora al punto de que comienza a experimentar con la forma. Por primera vez, en vez de usar los tradicionales capítulos numerados, el libro consiste de anécdotas separadas por un pequeño espacio blanco. Lupton llama estos segmentos “pequeñas historias”, una técnica que Angelou había usado antes para demostrar la dinámica de ciertos personajes como Malcolm X. Las historias de Angelou son contadas dentro del contexto de su vida entera, pero cada historia puede ser leída o analizada individualmente sin dañar la consistencia del texto. La mayoría de las anécdotas de Angelou ya no se enfocan en la fama o en su familia sino en la gente de Ghana. Por ejemplo, según Lupton, su descripción de Kojo es su retrato más encantador del libro.
En Traveling Shoes, Angelou continúa demostrando sus fortalezas como autobiógrafa, especialmente su habilidad de conectar emocionalmente con su audiencia. Lupton llama a esta habilidad “su uso único del lenguaje al contar momentos de intensidad emocional”. Como en sus libros anteriores, Angelou usa metáforas inventivas y personificaciones de objetos abstractos y conceptos. Incluso sus descripciones muestran un estilo, desarrollado después de varios años de madurez como escritora, “mostrando oraciones y frases vívidas y cautivadoras". El autorretrato de Angelou como afroamericana y su habilidad de comunicar sus desgracias destruye los estereotipos y demuestra “los juicios, rechazos y resistencias que muchas mujeres afroamericanas comparten”. Hagen llama este libro “reflexivo” y a su autora “introspectiva y profundamente conmovida”.
A pesar de que Traveling Shoes se puede leer por sí solo, Angelou conecta los eventos de este libro con sus autobiografías anteriores. Como McPherson declara “Las experiencias diarias sirven como conectores al pasado de Angelou y encarnan significados poderosos”. Eventos que ocurren en este libro y la respuesta de Angelou a ellos evoca a momentos en sus libros pasados. Por ejemplo, Angelou responde al accidente de su hijo sin hablar, así como había respondido a su violación en Caged Bird. Angelou utiliza la convención literaria de la analepsis para ligar sus autobiografías. Ella utiliza el humor tanto para criticar el racismo como para balancear su pesada percepción. Angelou también utiliza citas de libros, especialmente la Biblia, lo que demuestra que no ha perdido contacto con sus raíces familiares mientras busca su hogar y su identidad.
Traveling Shoes está “más controlado” que el resto de las autobiografías de Angelou, muy probablemente debido a la dominancia del tema del viaje. El escenario, un elemento muy importante para Angelou, se vuelve incluso más importante en este libro. A diferencia de sus otros libros, la mayoría de la acción del libro ocurre en un solo escenario, Acra, lo cual contribuye y está conectado con su desarrollo personal. Los sentimientos de Angelou acerca de vivir en Ghana son ambivalentes, lo cual le da riqueza y profundidad a Traveling Shoes. Muchos sienten que la inclusión de la gira con The Blacks a Berlín y a Venecia es una divagación que distrae el escenario Africano. Lupton está en desacuerdo y piensa que es una parte importante ya que contribuye a su desarrollo personal y le da al libro una “calidad universal” conforme Angelou va más allá de sus confines personales y encuentra racismo en Alemania. Durante este viaje, cambia la percepción de Angelou hacia los afroamericanos. Los empieza a percibir más espirituales que los africanos que conoció en Ghana.

## Temas

### Maternidad
Un tema principal en Traveing Shoes, uno que mucho críticos pasan por alto, es el amor de Angelou por su hijo. El tema de la maternidad es uno de los más consistentes a lo largo de sus autobiografías. Sin embargo, este tema no abruma el libro como lo hace en Gather Together in My Name y Singin' and Swingin' and Gettin' Merry Like Christmas. La maternidad está presente en muchos de los subtemas del libro— su relación con Kojo, la fascinación por ser llamada tía por muchos niños africanos y sus sentimientos hacia "su madre África". Traveling Shoes empieza con el accidente de Guy, su larga recuperación y la reacción de su madre hacia ella; haciendo universal el sentimiento de cada padre —la muerte de un hijo. El personaje principal es la mamá de un hijo crecido, esto provoca un énfasis en la liberación de las responsabilidades diarias de la maternidad. Sin embargo, dejar ir la maternidad es algo difícil para Angelou. Las confrontaciones entre Angelou y Guy son mínimas y consisten principalmente por la diferencia de opiniones respecto a que Guy saliera con una mujer mucho mayor y por sus demandas de autonomía. Angelou vacila entre querer supervisarlo y dejarlo ir durante todo el libro. En este aspecto, Lupton dice, el tema de la maternidad, como el de identidad, es de "naturaleza dual".
Como muchos de sus libros anteriores, Angelou está confundida con sus sentimientos respecto a Guy y es muy hábil al expresarlo en el libro. Una de las maneras en que expresa este conflicto es a través de su relación con Kojo. Ella compara sus sentimientos por Kojo con el dolor de parto. Kojo funciona como un sustituto de Guy. Al final del libro, Angelou deja a Guy en África para que continúe con su educación, sugiriendo, como Lupton lo pone, "el fin del trama madre/hijo". Lupton también reporta que algunos críticos han criticado a Angelou por "cortar los lazos maternales que había establecido a lo largo de su serie", pero Angelou insinúa en Traveling Shoes que la maternidad nunca termina.

### Raza/Identidad
La exploración de las identidades africanas y afroamericanas de Angelou es un tema importante en Traveling Shoes. Las alianzas y relaciones con las personas que conoce en Ghana contribuyen a la identidad y crecimiento de Angelou. Sus experiencias en Ghana le ayudan a estar de acuerdo con su pasado personal e histórico y para el final del libro está lista para regresar a Estados Unidos con un entendimiento más profundo de las partes africanas y americanas de su persona. McPherson describe el paralelo y la conexión entre África y Estados Unidos su "doble conciencia"  lo que contribuye a una mejor comprensión de sí misma.
Angelou es capaz de reconocer similitudes entre la cultura africana y la afroamericana; como Lupton lo pone "las canciones blue, los gritos y los gospels" con los que creció en Estados Unidos "hacen eco en los ritmos de África del Oeste". Ella reconoce las conexiones entre las culturas africanas y las afroamericanas, incluyendo los juegos de los niños, el folklor, el lenguaje verbal y no verbal, la comida, las sensibilidades y el comportamiento. Ella relaciona el comportamiento de las figuras maternales africanas, especialmente tu generosidad, con el comportamiento de su abuela. En una de las secciones más significativas de Traveling Shoes, Angelou cuenta un encuentro con una mujer africana quien la reconoce, debido a su apariencia, como miembro de un grupo de África del Oeste llamado Bambara. Como Lupton afirma, estas y otras experiencias en Ghana demuestran su madurez, como madre que es capaz de dejar ir a su hijo adulto, como una mujer que ya no es dependiente de un hombre y como una estadounidense que es capaz de "percibir las raíces de su identidad"  y cómo es que estas afectan su personalidad.
Angelou se reconcilia con su pasado tan difícil, tanto como descendiente de africanos tomados a la fuerza para ir a Estados Unidos como esclavos como una afroamericana que ha experimentado el racismo. En una entrevista con Connie Martinson, Angelou comenta que ella trajo a su hijo a Ghana para protegerlo de los efectos negativos del racismo porque pensaba que él no tenía las herramientas para soportarlo. Se queda en Acra después de su accidente porque fue una experiencia traumante para ella también. Es tan traumante para ella que se reduce al silencio, tal como lo había hecho después de ser violada en Caged Bird. Su amiga Julian Mayfield le introduce a Efua Sutherland, quien se convierte en la "hermana/amiga" de Angelou y le permite llorar y soltar el dolor, la pena y el miedo; algo que Angelou admite iba en contra de su restricción emocional que obtuvo al crecer en Estados Unidos.
El racismo es otro tema de suma importancia en las autobiografías de Angelou y continúa siéndolo en este libro. Sin embargo, en Traveling Shoes madura la forma en la que responde a este. Por primera vez en la vida de Angelou, no se "siente amenazada por el odio racial"  en Ghana. Ahí, ella encuentra un fuerte sistema de apoyo y como afirma Hagen "ha dejado de ser la pequeña niña tímida y callada de Stamps Arkansas". Como indica Hagen, Angelou "todavía no está lista para deshacerse de todos los prejuicios pero la tolerancia y un cierto grado de comprensión se puede vislumbrar". Esto se demuestra en la forma en que Angelou trata el "el involucramiento de los africanos en el intercambio de esclavos", algo que es pasado por alto o malinterpretado por otros autores afroamericanos. Angelou aprende una lección importante sobre la lucha contra el racismo gracias a Malcolm X quien lo compara con una montaña para la cual se requieren los esfuerzos de todos para sobrepasarla.
Angelou aprende sobre sí misma y sobre el racismo a lo largo de Traveling Shoes, incluso durante su breve gira por Venecia y Berlín con The Blacks. Ella revive su pasión por la cultura afroamericana y se asocia con otros afroamericanos por primera vez desde que se mudó a Ghana. Angelou compara sus experiencias con el racismo en Estados Unidos con la historia racial, de prejuicios y de agresión militar de Alemania.
La violencia verbal de las historias compartidas durante su desayuno con la familia alemana es tan significante para Angelou como la violencia física; al punto de que se enferma. Tanto la primera experiencia de Angelou con el fascismo como las sensibilidades racistas de la familia alemana a la que visita "le ayudaron a formar y expandir su visión"  respecto al prejuicio racial.

### Viaje/Hogar
El viaje es un tema común en las autobiografías americanas. Como lo afirma McPherson, es un tipo de mito nacional para la gente de Estados Unidos. Este también es el caso para las autobiografías afroamericanas las cuales tienen sus raíces en la narrativa esclavista. Como las narrativas que se enfocan en la búsqueda de la libertad de los autores, los autobiógrafos afroamericanos modernos como Angelou buscar desarrollar "un auténtico ser" y la libertad para desarrollarlo en su comunidad. McPherson afirma "El viaje hacia una meta distante, de regreso a casa, y la búsqueda que incluye el viaje de salida, el logro y el regreso son patrones típicos de las autobiografías afroamericanas".
El tema del viaje es visto a lo largo de todas las autobiografías de Angelou, enfatizando lo que Lupton describe como el "viaje continuo del ser" de Angelou. Angelou continua el tema del viaje en Traveling Shoes, como se evidencia en el título del libro. Sin embargo, como le comentó a George Plimpton en una entrevista, su motivación mientras vivía en África siempre fue "el regreso a casa". Angelou no solo relaciona su propio viaje como mujer afroamericana buscando un hogar, sino que incluye también el viaje de los afroamericanos ex-patriotas al mismo tiempo. McPherson compara estas descripciones con las descripciones de los ex-patriotas blancos en Europa relatados en 1920 por Ernest Hemingway y Henry James.
Angelou fue una de las 200 afroamericanas ex-patriotas viviendo en Acra en esa época. Fue capaz de encontrar un grupo de ex-patriotas, llamados humorísticamente "Los Repatriados Revolucionarios", quienes se convierten en la fuente principal de apoyo para Angelou mientras lucha por su lugar en la cultura africana: "Los sentimientos tan confusos de sentirse en "casa" pero al mismo tiempo "sin casa" fueron aislados de Estados Unidos sin raíces tangibles en su nación adoptiva". Para muchos afroamericanos, fue la primera vez que pudieron identificarse positivamente con África. Angelou describe el grupo de ex-patriotas afroamericanos como "un pequeño grupo de personas buscando un hogar". La crítica Jackie Gopman ha dicho que Angelou presenta a sus lectores "una riqueza de información e impresiones penetrantes optimistas y orgullosas de su nuevo país Ghana". Angelou también presenta una versión "romantizada" de África. Ella se "enamora"  de Ghana y desea asentarse en su nuevo hogar "como un bebé se acurruca en los brazos de su madre".
Angelou pronto descubre que sus amigos expatriotas "comparten ilusiones similares"  y que sus sentimientos hacia Ghana y su gente no son recíprocos. Lupton comenta "La alianza de Angelou con la comunidad afroamericana es usualmente confundida con la indignación de la gente en Ghana quienes se rehúsan a darles la bienvenida". Angelou Marcha del Rey en Washington en 1963 para demostrar paralelamente su relación con África y su deseo de una nacionalidad completa: una "meta imposible de obtener". Angelou no solo es una mujer afroamericana, sino que es, quiera o no "una afroamericana en exilio". Houston A. Baker Jr., en su crítica de Traveling Shoes, comenta que Angelou es incapaz de establecer una conexión con lo que Angelou llama el "alma" de África y que ella especula que solo los desplazados a la fuerza de sus hogares como los afroamericanos pueden realmente entender "que el hogar es el lugar donde uno fue creado".
Los problemas de Angelou son resueltos al final del libro cuando decide dejar a Guy continuar sus estudios en Acra y ella regresar a Estados Unidos. La escena final del libro es en el aeropuerto de Acra, con Angelou rodeada por Guy y sus amigos deseándole un buen viaje. Aunque Angelou "abandona su nueva alianza con su Madre África", ella insiste que no está triste de irse. Ella describe su partida como su "segunda despedida"  y la compara con la última vez que dejó a su hijo con su abuela en Singin' and Swingin' and Gettin' Merry Like Christmas y con la salida forzada de sus ancestros africanos. Como Lupton dice "El viaje de Angelou de África de regreso a Estados Unidos es en muchas maneras una reafirmación de la fase histórica conocida como mediados de pasaje, cuando los esclavos fueron transportados brutalmente en barcos desde África Occidental hasta el llamado Nuevo Mundo".

## Recepción crítica
All God's Children Need Traveling Shoes fue recibido con ambos alabanza y decepción, aunque en su mayoría fueron críticas positivas. Según la Fundación de Poesía, "muchos críticos juzgan las autobiografías de Angelou sobre la base de su primera". Hagen afirma que Traveling Shoes, como en sus autobiografías anteriores, demuestra su "amplio atractivo"  hacia sus lectores y hacia sus críticos. La veracidad del libro fue verificada por la amiga de Angelou y ex-patriota Julina Mayfield.
A pesar de que Traveling Shoes es la quinta autobiografía de Angelou, es capaz de sostenerse por sí mismo. Houston A. Baker Jr. en su crítica del libro llama a Angelou "una genia de las series autobiográficas afroamericanas". La entrevistadora Connie Martinson le dijo a Angelou, "Me haces vivir los eventos junto contigo". La escolar Eugenia Collier considera Traveling Shoes "la cima hacia la cual las otras autobiografías apuntan". Hagen considera Traveling Shoes "otro textos profesional, rico, lleno de viajes y búsquedas"  y ve una mejoría en la calidad de escritura, especialmente en su prosa. Otros críticos concuerdan. La crítica Janet A. Blundell encuentra el libro "interesante"  y la crítica Jackie Gropman comenta que "la prosa parece que canta".
Algunos críticas no fueron tan favorecedoras respecto a All God's Children Need Traveling Shoes. Aunque el libro dejó al entrevistador Russell Harris con un "sentimiento inolvidable", él encontró el libro más "pedante"  que sus libros anteriores. El académico John C. Gruesser encuentra que los conflictos en el libro quedan sin resolver y el final "crado al último minuto para resolver el problema del libro". La crítica Deborah E. McDowell concuerda y encuentra la resolución de la historia "estereotípica y no auténtica".

## Obras citadas
- Angelou, Maya. (1986). All God's Children Need Traveling Shoes. New York: Random House. ISBN 0-679-73404-X
- Hagen, Lyman B. (1997). Heart of a Woman, Mind of a Writer, and Soul of a Poet: A Critical Analysis of the Writings of Maya Angelou. Lanham, Maryland: University Press of America. ISBN 0-7618-0621-0
- Harris, Russell. (1989). "Zelo Interviews Maya Angelou", in Conversations with Maya Angelou, Jeffrey M. Elliot, ed., pages 165–172. Jackson, Mississippi: University Press of Mississippi. ISBN 0-87805-362-X
- Lupton, Mary Jane. (1998). Maya Angelou: A Critical Companion. Westport, Connecticut: Greenwood Press. ISBN 0-313-30325-8
- McPherson, Dolly A. (1990). Order Out of Chaos: The Autobiographical Works of Maya Angelou. New York:Peter Lang Publishing. ISBN 0-8204-1139-6
- O'Neale. Sondra. (1984). "Reconstruction of the Composite Self: New Images of Black Women in Maya Angelou's Continuing Autobiography", in Black Women Writers (1950–1980): A Critical Evaluation, Mari Evans, ed., pages 25–36. Garden City, New York: Doubleday. ISBN 0-385-17124-2

- Datos: Q4728755